# Domplatz 21 (Naumburg)

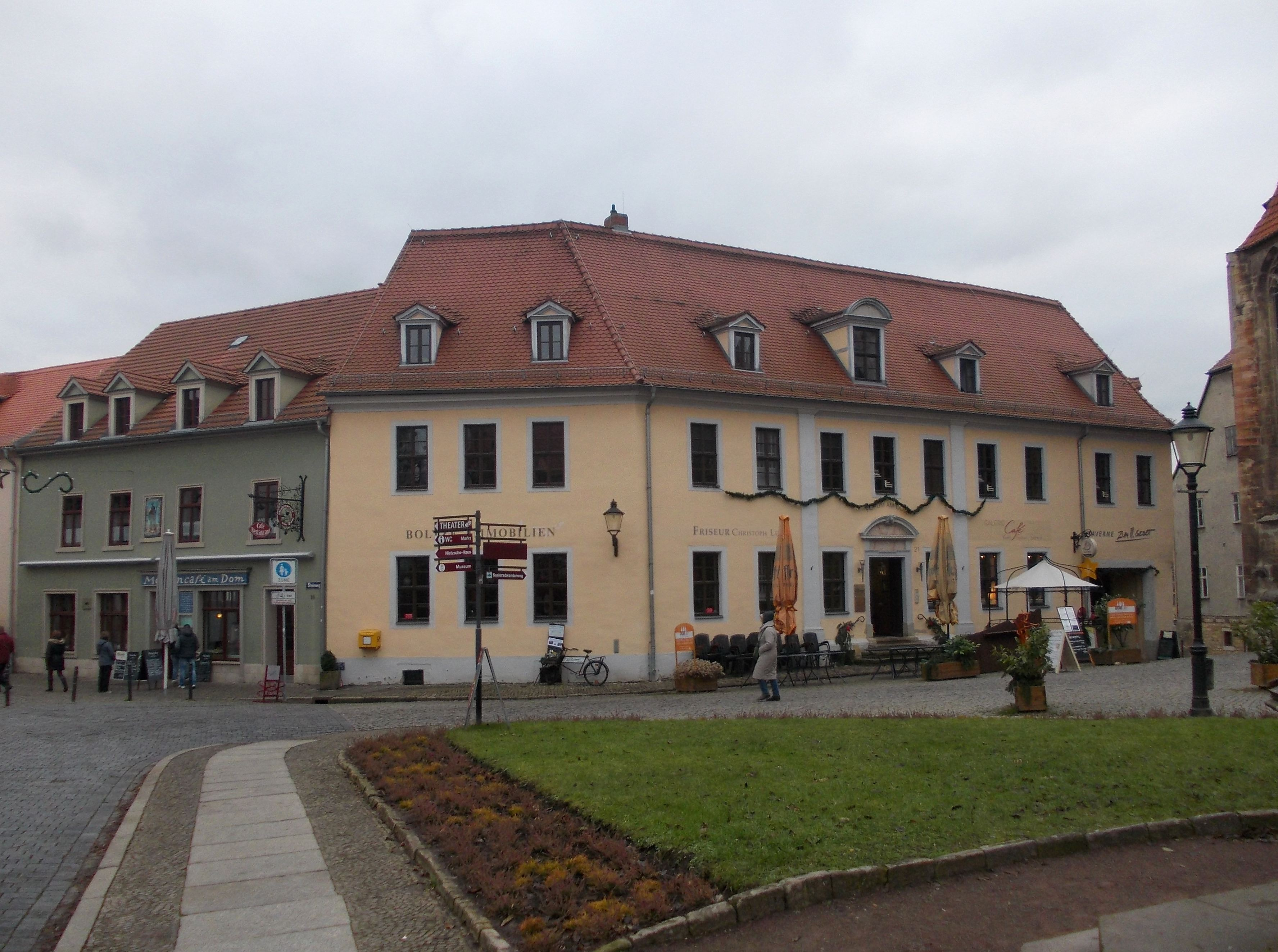
Domplatz 21 in Naumburg (Eckhaus)

Das Gebäude Domplatz 21 in Naumburg, einer Stadt im Süden von Sachsen-Anhalt und Verwaltungssitz des Burgenlandkreises, ist ein geschütztes Baudenkmal.

## Geschichte
Im 16. Jahrhundert verkaufte das Domstift die Kurie als Freihaus an dem Domdechanten Christoph von Etzdorff. Im Jahr 1724 erwarb der Baumeister des Domstifts, Johann Christoph Licht, nach der Zerstörung des Hauses durch den Stadtbrand von 1714 das Grundstück und ließ auf den Fundamenten des Vorgängerbaus einen Neubau errichten, der in der Kartusche des Portals seine Initialen trägt.

## Beschreibung
Der zweigeschossige Barockbau mit Satteldach und Gauben wird von Pilastern und glatten Fenstergewänden gegliedert. Die Mittelachse an der Langseite bildet ein geohrtes Portal mit Segmentbogenverdachung und Putzspiegel. Zur Mittelachse gehören eine Freitreppe und die Dachgaube mit Rundbogengiebel. Die seitliche Toreinfahrt wurde später hinzugefügt. 
Das Hofgebäude, ebenfalls aus dem 18. Jahrhundert, besteht aus einem dreigeschossigen Gartenhaus mit offener Galerie im Erdgeschoss und Walmdach. Dieses Nebengebäude ist mit dem Hauptgebäude durch einen geschlossenen Laubengang verbunden, der von vier Stützen getragen und mit hölzernen Pilastern gegliedert wird.

## Ausstattung
Aus der Erbauungszeit sind die prächtige Stuckdecke im Erdgeschoss, Türen mit Beschlägen, Fensterrahmungen und die Treppenhäuser vorhanden.